# Jacques Labre
Jacques Labre (Parijs, 6 november 1982) is een Franse steeltip- en softtip-darter die uitkomt voor de PDC.

## Carrière
Labre begon zijn eigen internationale carrière in 2010 op de Mediterranean Cup, waar hij doorging naar de Laatste 32. In dat jaar promoveerde hij naar dezelfde fase in het French Open-toernooi. In de daaropvolgende jaren speelde hij alleen in internationale soft-tip-toernooien en keerde in 2014 terug als Franse debuutvertegenwoordiger op de World Cup of Darts 2014 samen met Lionel Maranhao. Ze verloren de wedstrijd in de eerste ronde van Richie Burnett en Mark Webster uit Wales in de beslissende leg. In hetzelfde jaar probeerde zich te kwalificeren voor een van de PDC European Tour-toernooien, maar zonder succes.
In 2015 maakte hij zijn eerste optreden op de Winmau World Masters 2015, maar verloor in de eerste ronde van Ted Evetts met 0-3 in legs.
In 2016 werd hij ook uitgeschakeld in de eerste ronde van internationale toernooien, zoals de WDF Europe Cup en de World Masters. In 2017 bereikte hij de vierde ronde op de Winmau World Masters en twee jaar later verloor hij in de derde ronde van de uiteindelijke winnaar John O'Shea. Afgezien daarvan verliep de carrière in het nationale team vrij traag. Hij speelde tot 2019 voor Frankrijk op deze evenementen, hoewel hij zelden verder kwam dan de eerste ronde. Een positieve ontwikkeling was te zien in 2022. Na het bijwonen van Q-School speelde Labre op de Challenge Tour, waar hij een keer de kwartfinales haalde. Door zijn hoge positie op de ranglijst van de PDC Challenge Tour werd hij invaller in de Players Championship-competitie, waar hij Ross Montgomery versloeg in zijn eerste wedstrijd in dit stadium.
Eind september 2022 werd hij door de nationale federatie geselecteerd om deel te nemen aan de WDF Europe Cup 2022. Op de derde dag van het toernooi schoof hij door naar de finale van de enkelspelcompetitie en versloeg Vegar Elvevoll, Alexander Mašek en Andy Baetens op weg naar de finale. In de finale versloeg hij Teemu Harju met 7-2 in legs en werd hij de eerste medaillewinnaar uit Frankrijk. In de koppel- en teamcompetitie haalde hij de eindfase niet.
Begin oktober 2022 speelde hij op het inaugurele Spanish Open-toernooi. In de laatste wedstrijd versloeg hij Vítězslav Sedlák met 6-1 in legs, waardoor hij de eerste winnaar van dit toernooi werd.
In januari 2023 nam hij deel aan de Q-School. Na afloop van het toernooi, behaalde hij een PDC Tourkaart voor de komende twee jaar op basis van de punten in het Order of Merit-klassement. Hij werd zo de eerste Fransman ooit die een Tourkaart behaalde.
Op de World Cup of Darts, dat plaatsvond in juni 2023, vertegenwoordigde Labre zijn thuisland samen met Thibault Tricole. In de groepsfase wisten de twee zowel Brendan Dolan & Daryl Gurney uit Noord-Ierland als Vladyslav Omeltsjenko & Ilya Pekaruk uit Oekraïne te verslaan. De uit Zuid-Afrika afkomstige Devon Petersen & Vernon Bouwers werden in de tweede ronde gepasseerd. In de kwartfinale waren de Schotten Peter Wright & Gary Anderson uiteindelijk te sterk.
Tijdens de World Cup of Darts van 2024 vertegenwoordigde Labre zijn thuisland wederom samen met Tricole. In de groepsronde versloeg het tweetal de spelers uit Letland en Denemarken. In de knock-outfase was het duo uit Engeland te sterk. Samen met Tricole kwam Labre op de World Cup of Darts opnieuw uit voor Frankrijk. Het koppel verloor in de groepsfase van het duo uit Litouwen, maar won van het tweetal uit Zweden. De knock-outfase werd niet bereikt.

## Resultaten op Wereldkampioenschappen

### WDF

#### World Cup
- 2017: Laatste 128 (verloren van Tony Martinez met 2-4)
- 2019: Laatste 256 (verloren van Julio Barbero met 2-4)